# Alchemilla circassica
Alchemilla circassica är en rosväxtart som beskrevs av Sergei Vasilievich Juzepczuk. Alchemilla circassica ingår i släktet daggkåpor, och familjen rosväxter. Inga underarter finns listade i Catalogue of Life.